# Stenelmis markelii
Stenelmis markelii is een keversoort uit de familie beekkevers (Elmidae). De wetenschappelijke naam van de soort werd in 1854 gepubliceerd door Victor Ivanovitsch Motschulsky.